# Ansamblul fostului palat Alexandru Ghica din Căciulați
Ansamblul fostului palat Alexandru Ghica din Căciulați este un ansamblu de monumente istorice aflat pe teritoriul satului Căciulați, comuna Moara Vlăsiei.

## Locație
Ansamblul este situat între pârâul Cociovaliștea și drumul județean DJ 101, la aproximativ 1,3 kilometri înspre vest de autostrada A3 și aproximativ 30 de kilometri nord de București.

## Istorie
Moșia al cărei centru a devenit acest palat a intrat în patrimoniul familiei Ghica destul de târziu. Ea a fost cumpărată de Dimitrie Ghica în 1807, de la un anume Ianache Mavrodin, al cărui nume locurile le-au purtat multă vreme. Căciulații sunt moșteniți și ajung în proprietatea lui Alexandru Dimitrie Ghica, voievodul Țării Românești, și fiul lui Dimitrie Ghica. Ansamblul este construit pe o suprafață de 15 hectare. Acesta construiește Palatul de la Căciulați între 1832 și 1834. În imediata apropiere, familia Ghica a ridicat tot în stil neoclasic o biserică cu hramul „Adormirea Maicii Domnului”, care servește drept paraclis vechilor case bioerești. În aceeași ani este construit și parcul palatului. În această perioadă palatul funcționează drept reședința de vară a domnitorului Ghica. În Memoriile ei, nepoata domnitorului, Alexandrina Blaremberg, căsătorită Ghica cu o rudă îndepărtată din ramura moldoveană a familiei, își amintește de atmosfera patriarhală a vieții la conac.
În 1859 domnul pleacă din țară, iar palatul îi revine familiei sale, acesta neavând moștenitori. Profira Ghica, soția colonelului Vladimir Moret Blaremberg și sora lui Alexandru Ghica restaurează parțial moșia în anul 1890. La decesul Mariei Blaremberg, în 1924, moșia a fost moștenită de una dintre fiicele ei, Irina, căsătorită Mavrocordat. Noua proprietară a efectuat în același an lucrări de restaurare și de consolidare, și a completat mobilierul palatului. Datorită unor dispute familiale castelul ajunge în administrația Academiei Române prin donație din partea familiilor Blaremberg, Mavrocordat și Filipescu.
În anul 1931 are loc ultima reparație făcută bisericii.
În timpul celui de-al Doilea Război Mondial, palatul devine loc de refugiu pentru diplomații Legației Franței.
Conform Decretului Regal Numărul 2023 din 26 iunie 1945, semnat de către regele Mihai I al României și contrasemnat de către ministrul artelor, Mihai Ralea, palatul și parcul de la Căciulați sunt clasate monument istoric.
În timpul comunismului palatul se degradează treptat. Din anul 1949 funcționeză în palat în secret sediul Securității județului Ilfov și sediul Uniunii Tineretului Muncitoresc din plasa Căciulați. Din anul 1951, palatul devine casă de creație a Academiei Române, perioadă în care locuiesc și creează aici Victor Eftimiu, Alexandru Philippide, Mihail Sadoveanu.
Nicolae Călin Pantazi, fiul unui deținut politic din perioada comunistă, este din 1982 administratorul Palatului Ghica din Căciulați, care aparține și astăzi Academiei Române.
În prezent, ansamblul este utilizat rareori ca platou de filmare sau spațiu de evenimente, necesitând în continuare lucrări de restaurare atât în ceea ce privește palatul, cât și anexele gospodărești sau grădina.

## Legende
O legendă spune că ar exista o rețea de tunele subterane care leagă palatul de biserică și de clădirile administrative ale domeniului. Drept mărturie este galeria din curtea bisericii, descoperită în urma unei surpări de teren.
O a doua legendă spune că un bărbat și-ar fi ucis iubita cu o floretă într-una din camerele palatului, după ce a aflat că aceasta îl înșela.

## Misterul palatului
În anul 1983 s-au descoperit în urma unor săpături pentru schimbarea unei țevi trei schelete umane. Un deceniu mai târziu au fost găsite peste 300 de schelete de bărbați, femei și copii. Mai mulți specialiști care au participat la cercetări au avut păreri împărțite, unii susținând că ar fi fost un cimitir medieval al secolului al XVIII-lea, alții susținând că erau victime ale represiunii comuniste sau un cimitir al sectei bogumilor, iar alții spuneau că era o groapă comună din timpul ciumei lui Caragea iar Patriarhia Bisericii Ortodoxe Române a pretins că ar fi un cimitir ortodox din secolele XVIII – XIX. Câteva lucruri însă aveau să acrediteze ipoteza că este vorba despre victime ale represiunii comuniste: corpurile nu erau orientate cu capul spre răsărit; erau înhumate la doar 60 cm adâncime, fără sicrie și fără îmbrăcăminte; lipsea varul, dacă ar fi fost vorba de ciumă; descoperirea unor urme de foc, cu resturi de materiale textile (o jumătate de chimir bănățean, spre exemplu); cranii și coaste cu urme de împușcare de la mică distanță. Toate acestea, precum și descoperirea că pe domeniul Ghica trecea o cale ferată spre Bărăgan, au condus la ideea că cele peste 300 de schelete aparțin „chiaburilor” și „titoiștilor” deportați de Securitate din Banat în Bărăgan. Relatările localnicilor și descoperirea unei gropi ce conținea resturi textile și o jumătate nearsă dintr-un chimir bănățean ar duce la concluzia că cei morți erau dezbrăcați, hainele le erau arse ca mai apoi să fie aruncați la o groapă comună, după cum a relatat și domnul Nicolae Pantazi, actualul proprietar.

## Arhitectură
În fața porților palatului se află bustul domnitorului Dimitrie Ghica, realizat de către sculptorul ieșean Alin Neacșu în anul 2014.
Palatul Ghica este decorat în stil neoclasic și este construit pe trei nivele: subsol, parter și etaj. Pe fațada din partea nordică a clădirii se observă scările monumentale de piatră cu balustrade lucrate artistic care se încheie în cintru și o fântână arteziană străjuită de trei îngerași.
La parter, prin holul central marginit de stâlpi ornamentali și de grandioase coloane, se ajunge la salonul principal foarte elegant, terminat în semicerc, ale cărui mari deschideri duc spre parcul și lacul din spatele clădirii. Subsolul imens, unde era amenajată în perioada interbelică sufrageria, este legat de parter printr-o scară elegantă realizată în stil Art Nouveau. Etajul este accesibil prin doua scări ce dau în holul care duce spre o încapere asemănătoare celei de la parter, dotată cu un balcon care conferă o priveliște minunată a parcului, lacului și a pădurii.
Pe fațada din partea sudică se află terasa care leagă concordant spațiile interioare de vasta peluză ce era odinioară împodobită cu o fântână arteziană, astăzi în stare de ruină. La subsol se mai află și astăzi un obiect de colecție și anume seiful Milners, care cântărește câteva sute de kilograme și a fost realizat de Thomas Milner, fost pionier în domeniul seifurilor rezistente la foc. Presărat prin dormitoare, încă se mai păstrează mobilierul de epocă Ludovic al XVI-lea, ce a aparținut odinioară Elenei Lupescu, soția regelui Carol al II-lea, care a locuit aici o perioadă.
În nord-estul palatului se află ruinele altor construcții și ale unei sere.
Genealogistul Emanoil Hagi-Mosco (1882-1976) face, printre evocările sale din Bucureștiul de odinioară și împrejurimile capitalei, și o descriere a acestui palat domnesc atât de drag lui Alexandru II Ghika: „Console de marmură pe picioare aurite ofereau cofeturile timpului; oglinzi mari pe ambele ziduri laterale profilau eleganța siluetelor, canapele de-a lungul zidurilor și fotolii așezate între ferestrele din fundul sălii pofteau musafirii. În colțurile de lângă ușă, două sobe mari albe din porțelan Meissen, cilindrice, dădeau căldura necesară în timpul iernii. În tavan, două mari policandre, în formă de roată, aurite, lăsau să cadă din numeroasele lor brațe calda lumină a lumânărilor, atât de prielnică obrajilor femeiești”.
Ansamblul este format din următoarele monumente:
- Palat (cod LMI IF-II-m-B-15268.01)
- Biserica „Adormirea Maicii Domnului” (cod LMI IF-II-m-B-15268.02)
- Capelă (cod LMI IF-II-m-B-15268.03)
- Parc (cod LMI IF-II-m-B-15268.04)

## Galerie

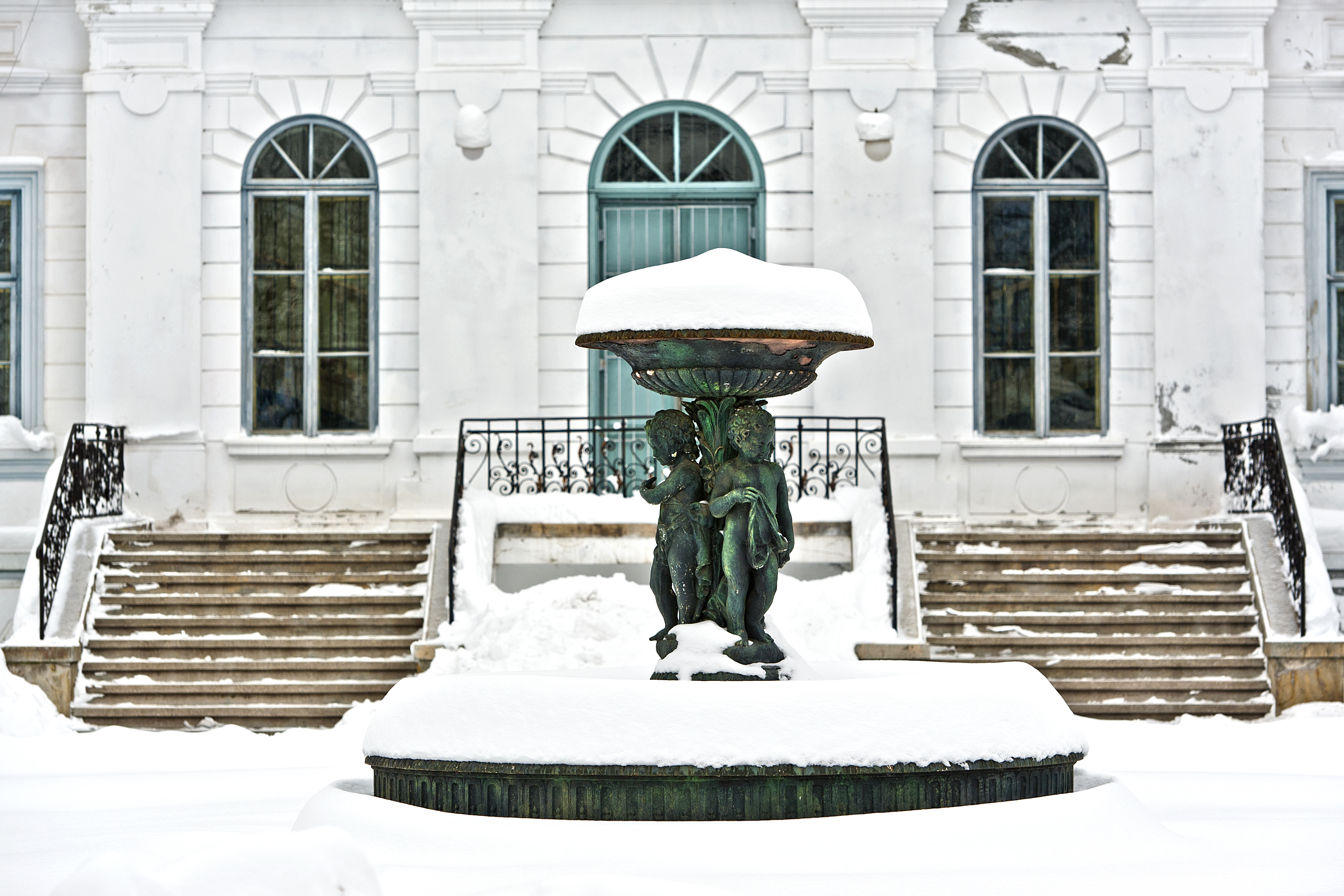
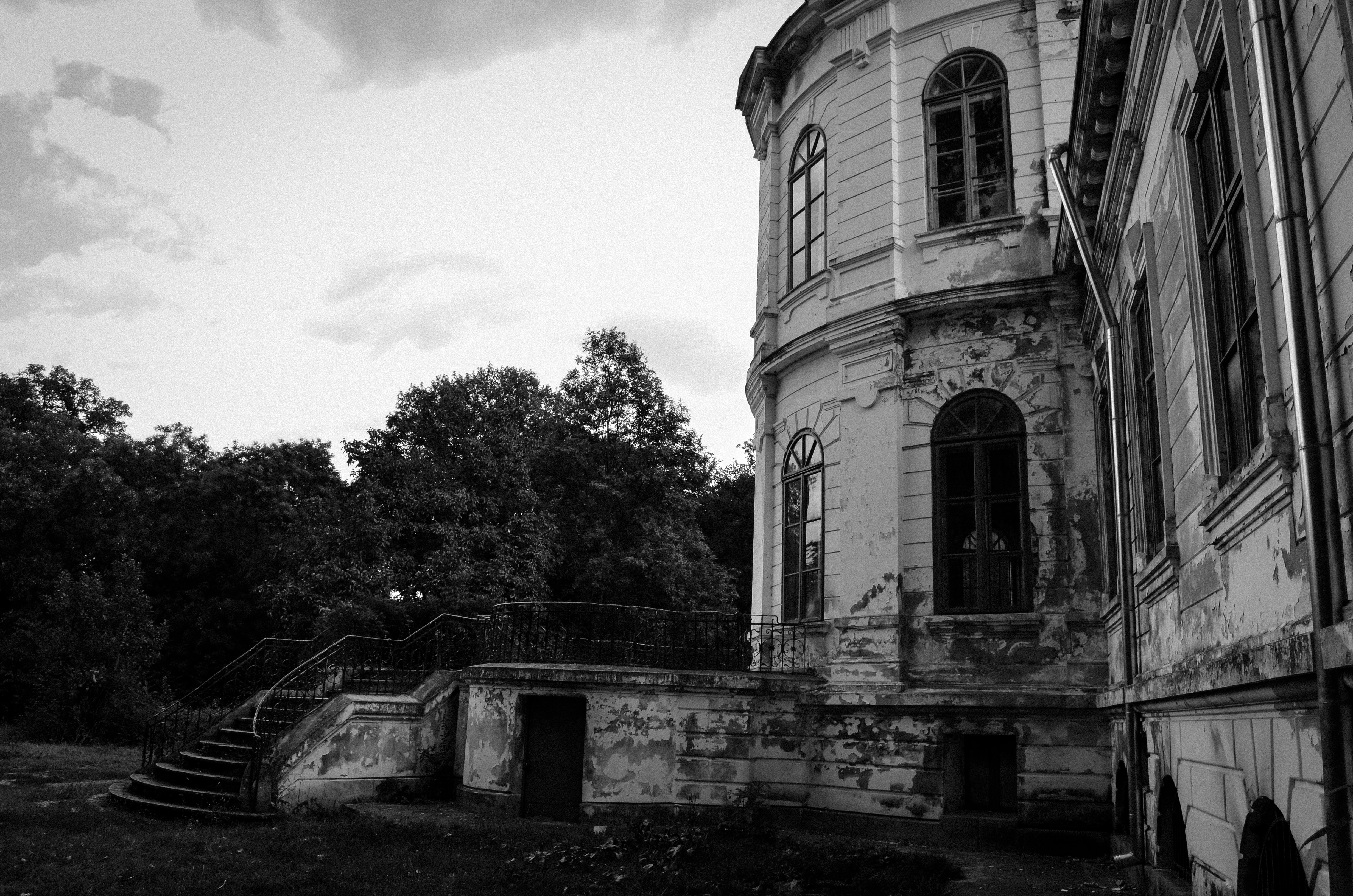
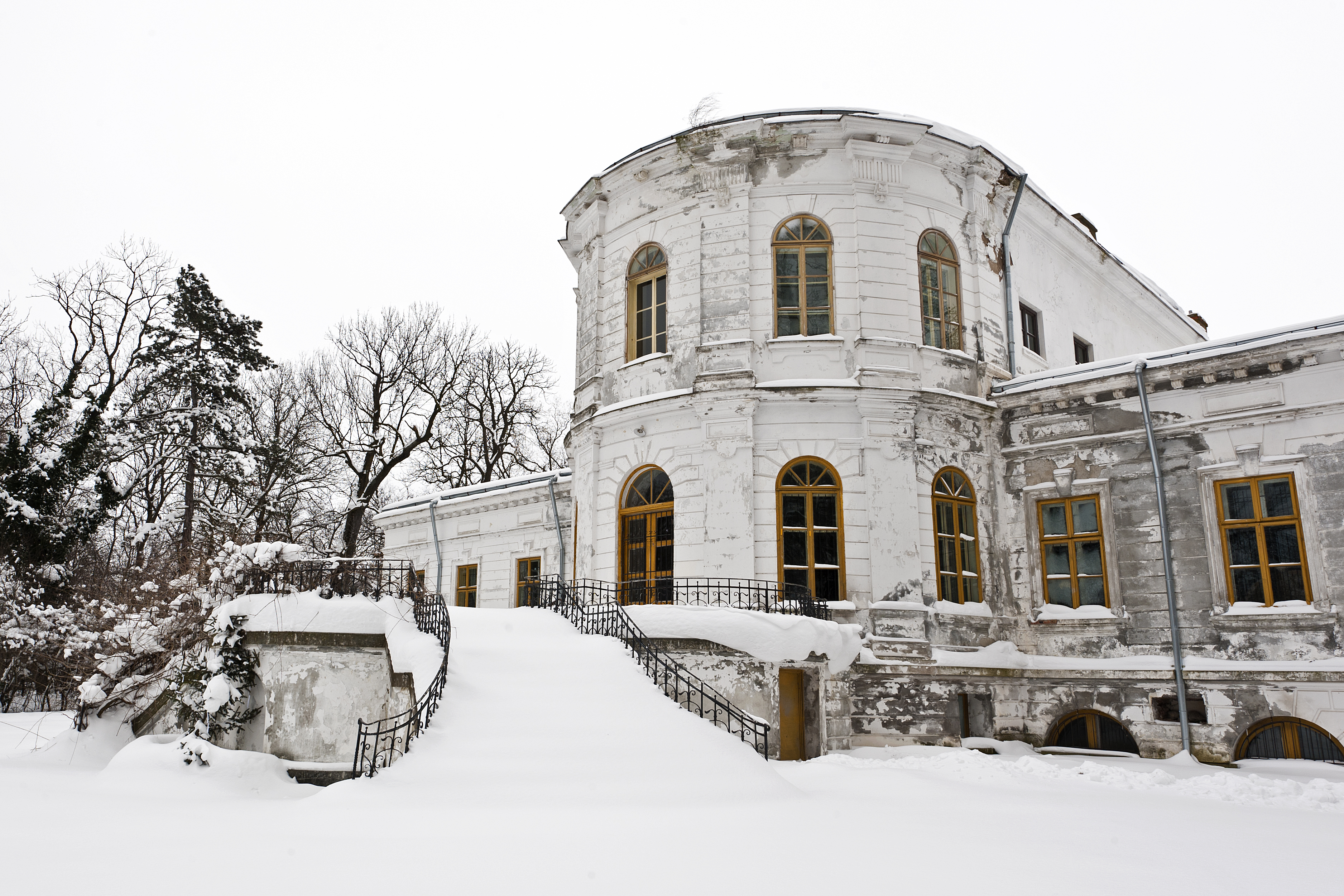